# مقبرة 17 (وادي الملوك)

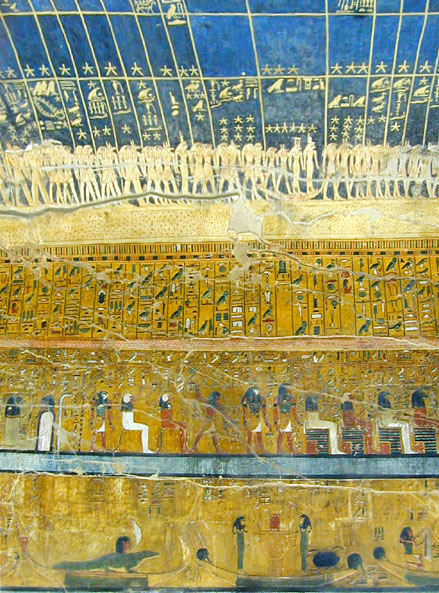
KV17 مقبرة سيتي الأول: على الحوائط مشاهد من كتاب الآخرة ورحلة رع الليلية.

مقبرة 17 وتعرف عالميا باسم KV17 وتشتهر بعدة أسماء أخرى منها مقبرة بلزوني ومقبرة أبيس وتقع في الوادي الشرقي بوادي الملوك بمصر، وتمثل المثوى الأخير لفرعون مصر سيتي الأول ثاني ملوك الأسرة التاسعة عشر، وكانت واحدة من أجمل المقابر نقشا وتزيينا للجدران إلا أنها مغلقة حاليا وغير متاحة للزوار بسبب أعمال الحفظ والترميم الجارية بها حاليا، وقد دون بلزوني ملاحظاته عن المقبرة مؤكدا إنه عند دخوله إياها أول مرة وجد النقوش بحالة ممتازة كما أكد عثوره على بعض الفرش والألوان المستخدمة في النقش على الجدران.
والمقبرة هي الأطول والأعمق بين كل مقابر وادي الملوك حتى الآن، حيث تمتد لمسافة 137 مترا تقريبا وتضم جميع غرفها الإحدى عشر نقوشا بارزة عالية الجودة تصور مشاهد كاملة من النصوص الجنائزية لعل أبرزها النقوش الموجودة على جدران إحدى الحجرات الداخلية بالمقبرة والتي تصور المشاهد الكاملة لمراسم فتح الفم وهي إحدى التقوس الدينية الضرورية والتي تصور مومياء المتوفي تتناول الطعام مما يدل على أن أعضاء جسد المتوفي تعمل بصورة جيدة وهو أمر شديد الأهمية بالنسبة للعقيدة المصرية القديمة إذ يدل على قدرة المتوفي على البقاء بصحة جيدة في العالم الآخر، كما عثر على ممر طويل يمتد أسفل سفح الجبل من داخل حجرة الدفن حيث عثر على التابوت الخاص بالملك وهو ممر لم يسبق وجود مثله في أي من المقابر المكتشفة من قبل ولم يتم استكشافه بصورة كاملة حتى الآن.
وبعد فترة وجيزة من اكتشاف المقبرة وتحديدا عام 1824، أصدر القنصل العام البريطاني بمصر أوامره بنقل التابوت الملكي إلى إنجلترا وعرضه على المتحف البريطاني والذي رفض الاحتفاظ به مقابل دفع ألفي دولار أمريكي ومن ثم اشتراه السير جون سوان والذي قام بعرضه ضمن مجموعته الخاصة نفس العام، كما تعرضت المقبرة لدمار شديد عندما قام شامبليون باقتلاع رقعة من النقوش الجدارية الموجودة بالممر الهابط بطول 2.26 متر وعرض 1.05 متر وتصور مشهدا معكوسا على الجانبين خلال دراسته للمقبرة فيما بين عامي 1828 و1829، كما انتزعت متعلقات أخرى من المقبرة على يد رفيقه إيبوليتو روسيليني والبعثة الألمانية التي قامت بدراسة المقبرة عام 1845، وتعرض هذه المقتنيات المنتزعة في متحف اللوفر والمتحف الأثري الوطني بفلورنسا والمتحف المصري ببرلين، كما تصدعت العيدي من الجدران وعلت الشقوق البعض الآخر نتيجة عمليات البحث والتنقيب بالمقبرة خلال الخمسينات والستينات من القرن الماضي مما أدى لتغير منسوب الرطوبة بين الصخور وتهديد المقبرة بشكل مباشر.

## تسمية المقبرة
أطلق على المقبرة اسم مقبرة بلزوني لاكتشافها لأول مرة على يد عالم المصريات الإيطالي جوفاني باتيستا بلزوني، كما أطلق عليها اسم مقبرة أبيس بسبب عثور بلزوني على مومياء لثور محنط موجودة بحجرة جانبية ملحقة بحجرة الدفن الرئيسية.

## صور إضافية

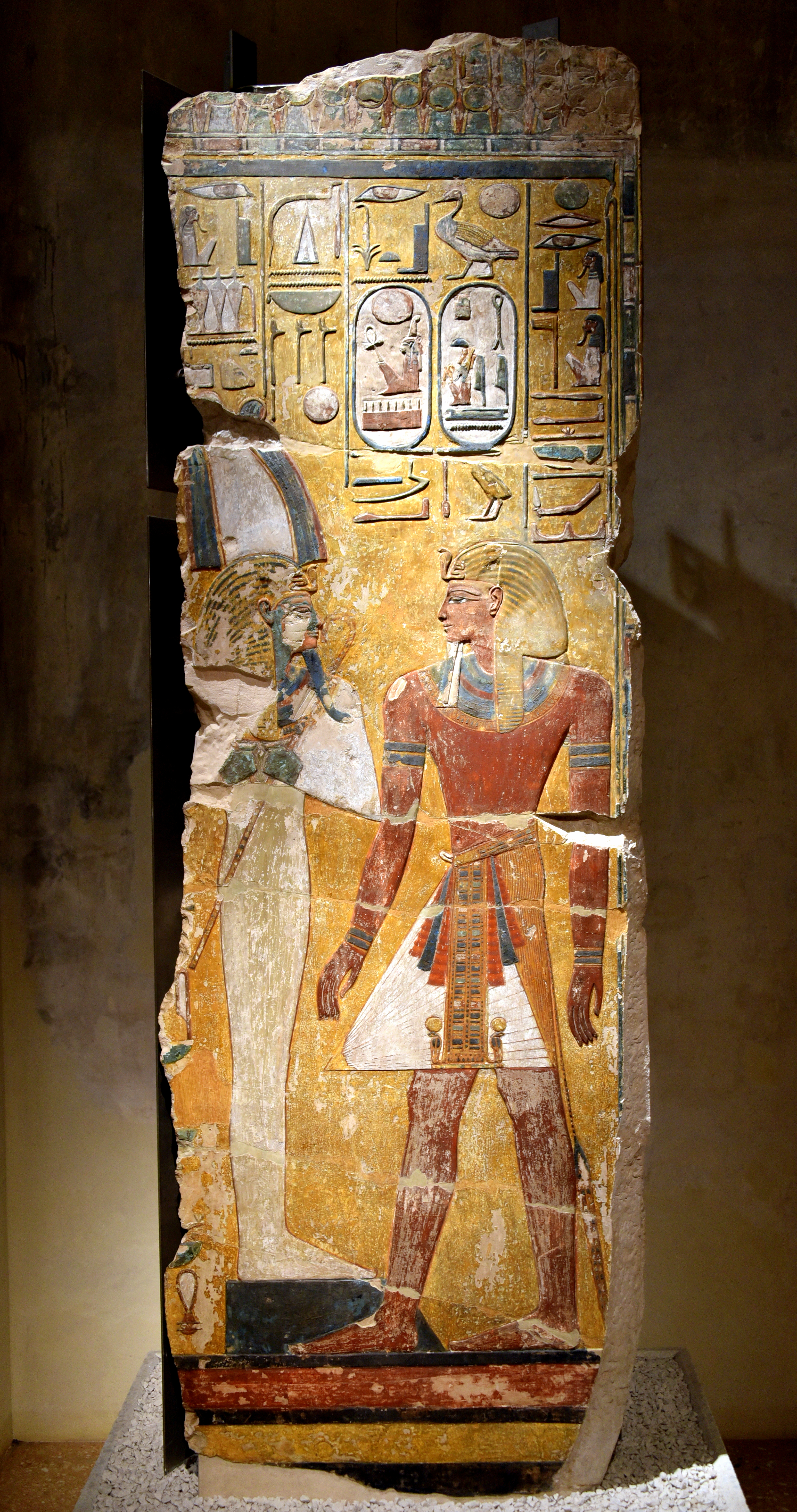
Pharaoh Seti I before Osiris, wall painting from KV17, Hall J, Pillar B, side a. Neues Museum
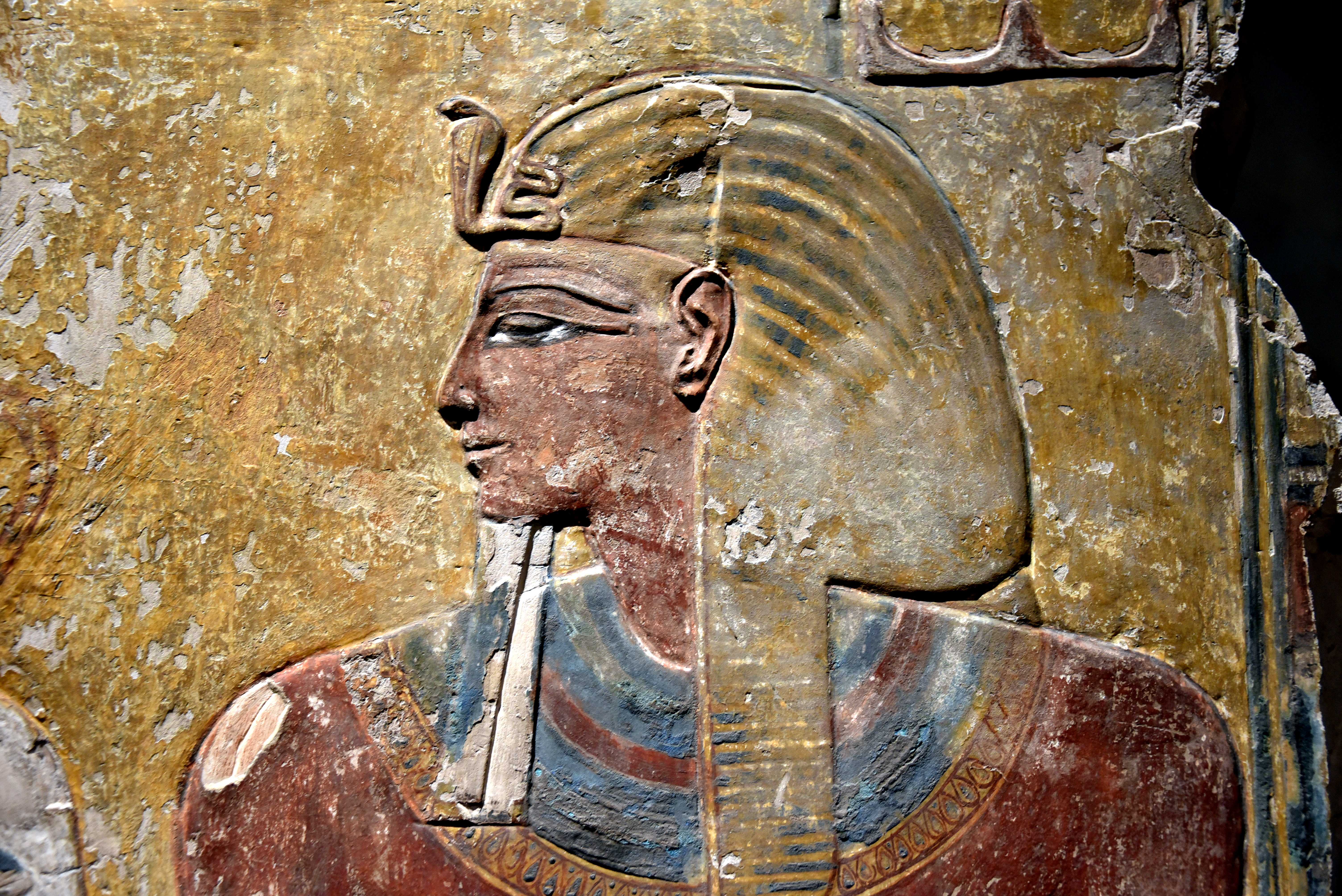
Pharaoh Seti I, detail of a wall painting from the Tomb of Seti I at the Valley of the Kings. Neues Museum
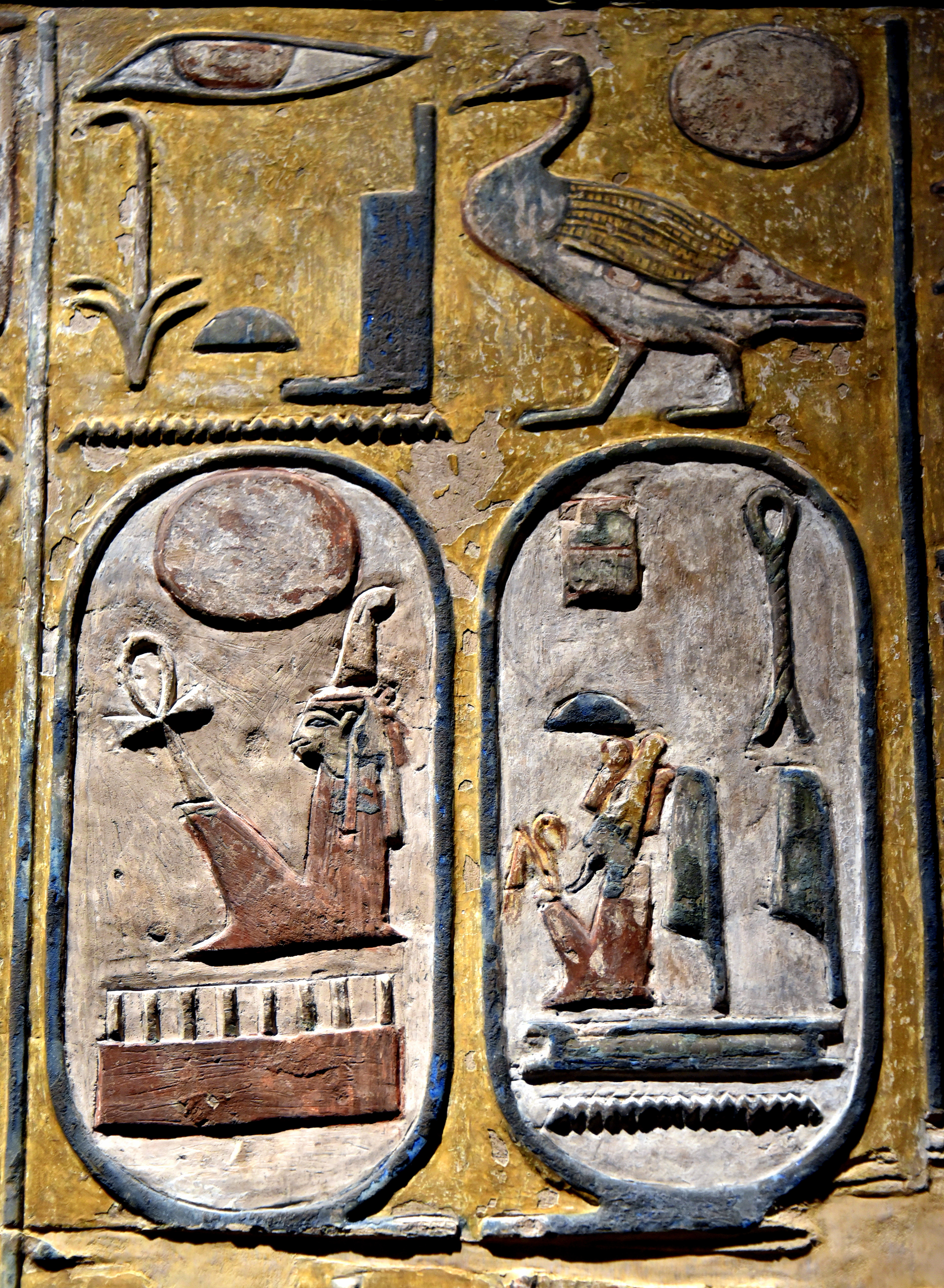
Birth and throne cartouches of pharaoh Seti I, from KV17. Neues Museum
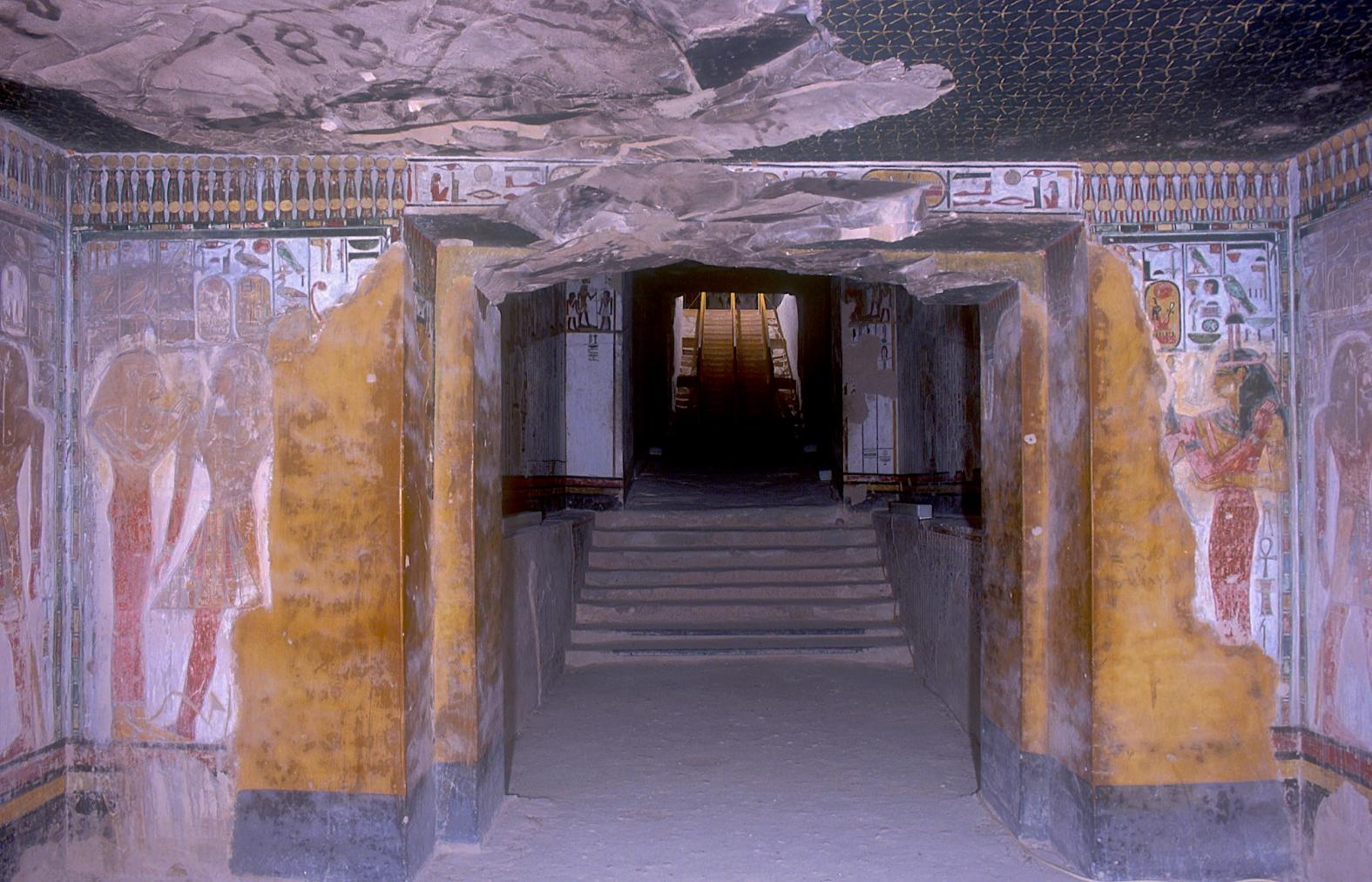
Image depicting the ceiling of Chamber I in the Tomb Of Seti I, Theban Mapping Project.
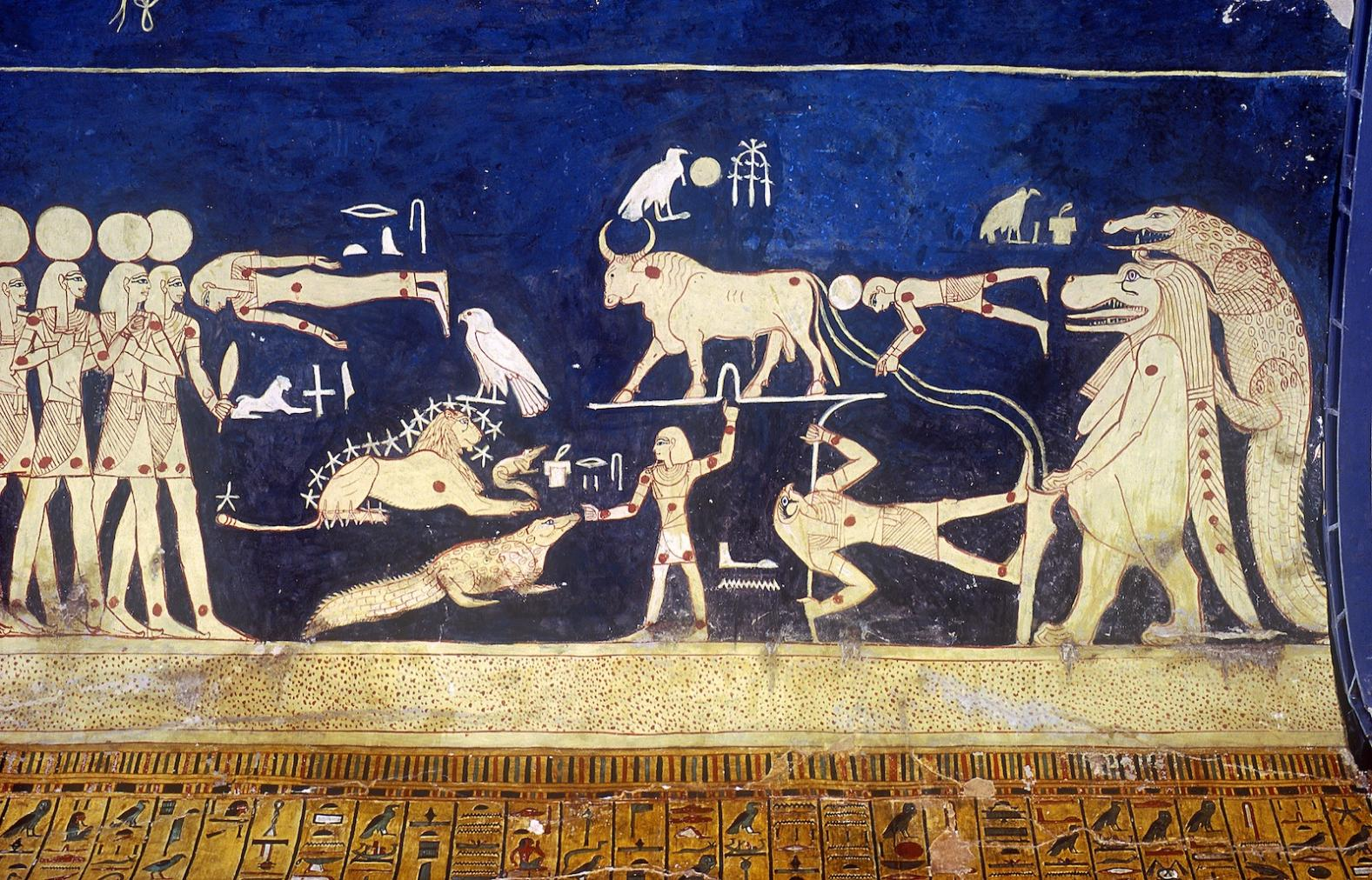
Depiction of circumpolar stars and constellations on the roof of the tomb in room J. Theban Mapping Project.
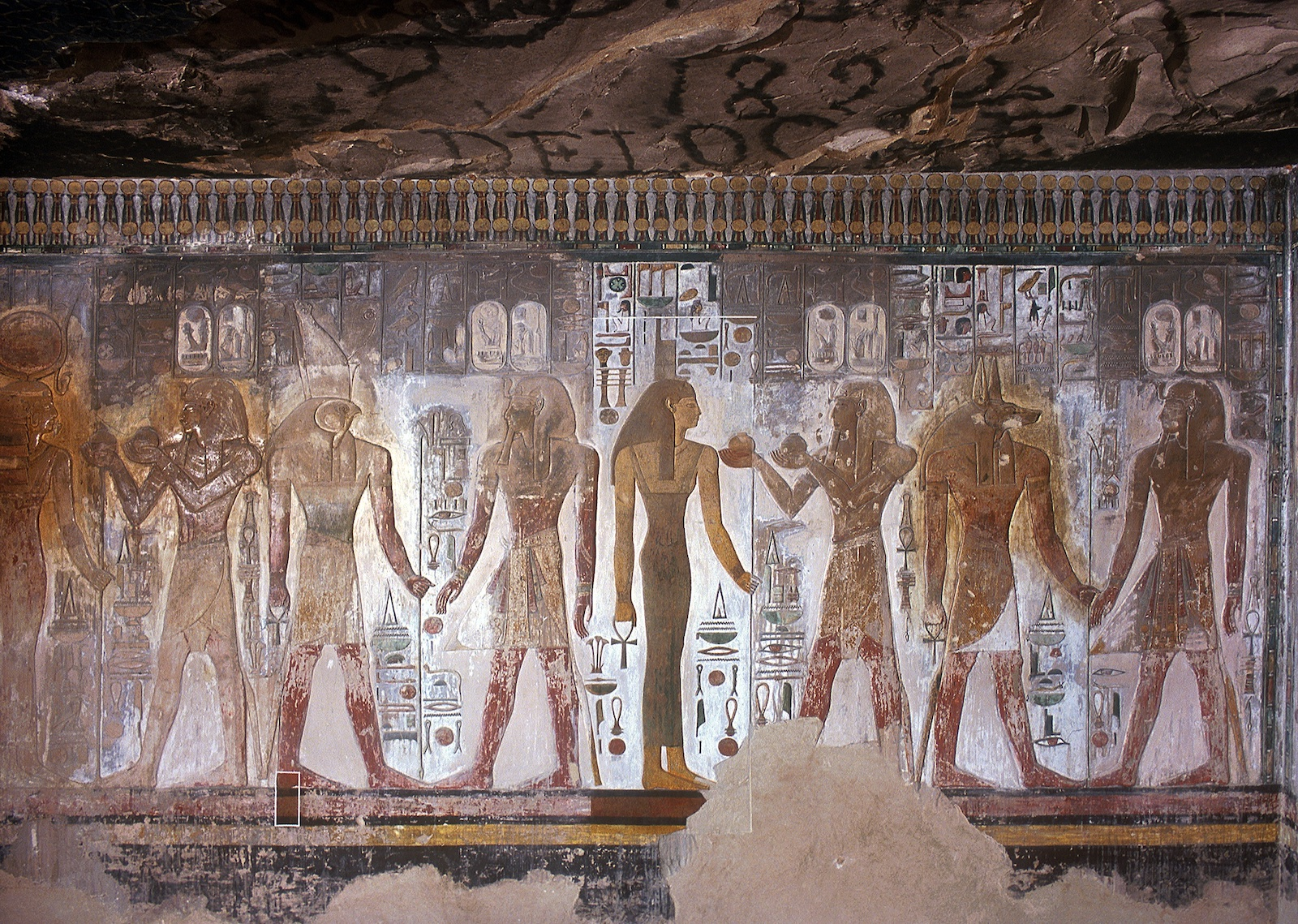
Section of tomb showing wear and tear of graffiti, along with depiction of Seti I with Hathor, Horus, Isis, and Anubis. Theban Mapping Project.
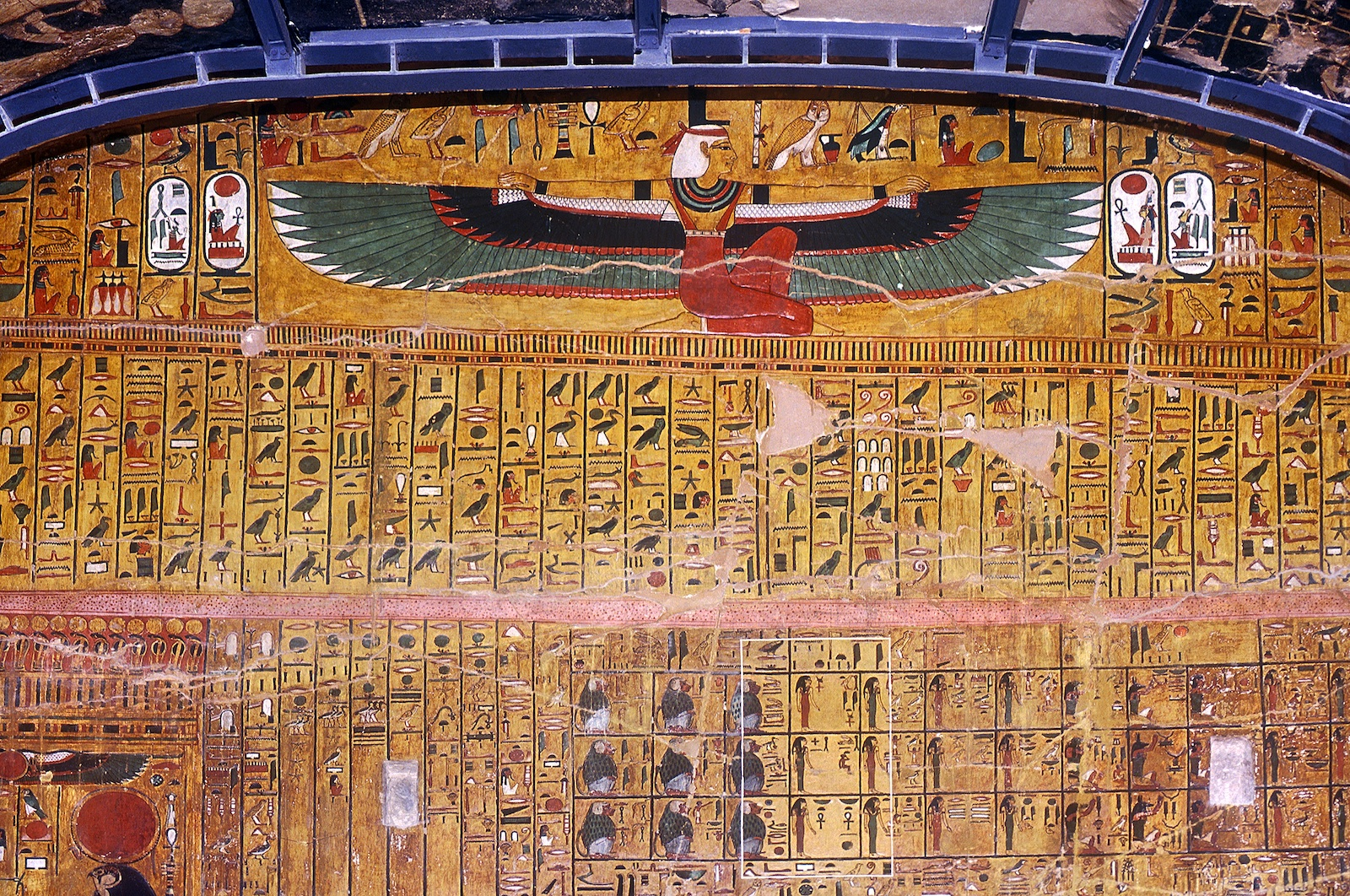
Depiction of abbreviated book of hours, along with a winged Isis. Theban Mapping Project.
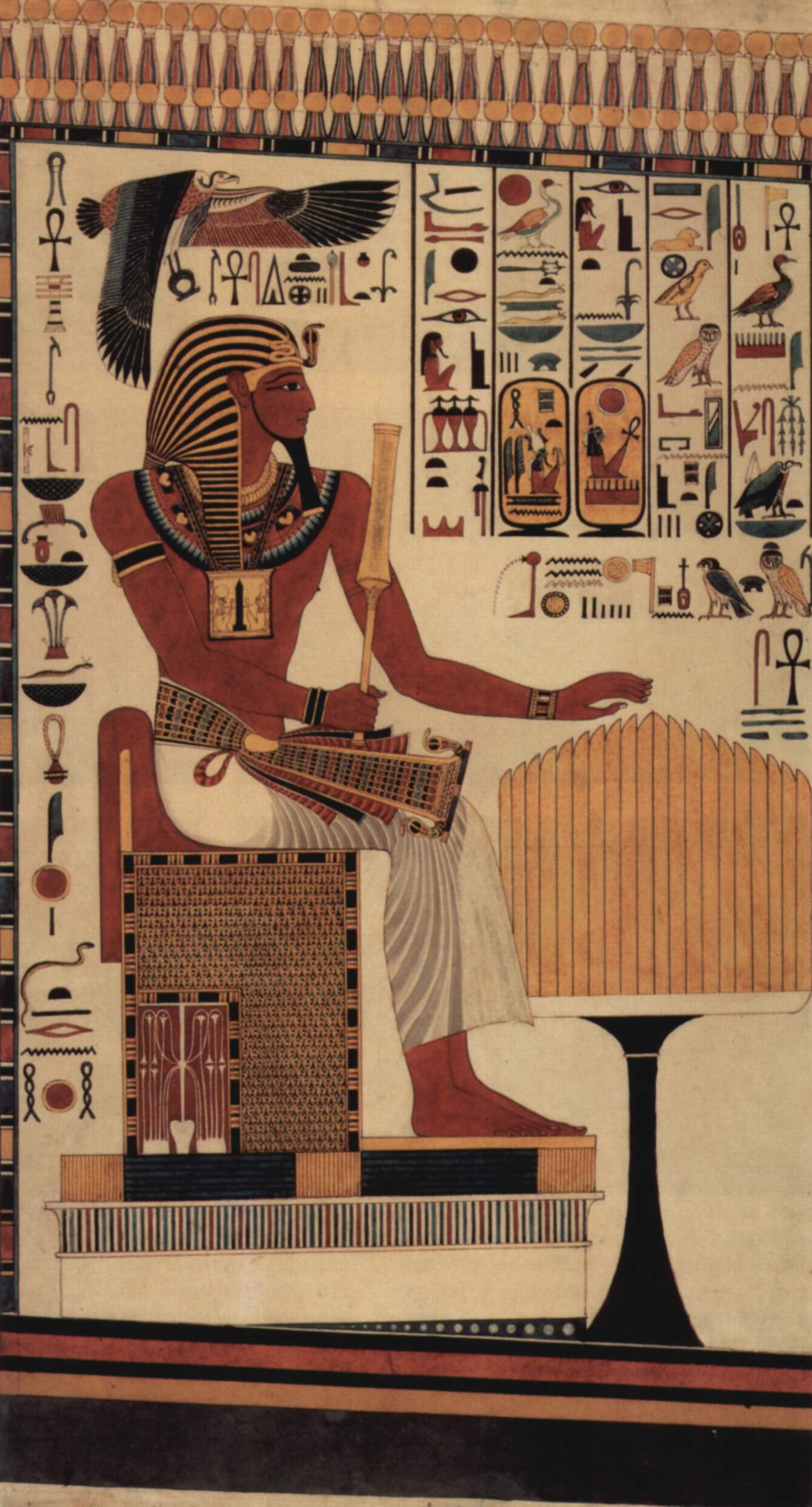
Abschrift einer Wandmalerei aus dem Grab des Sethos I., Henry William Beechey, um 1818.
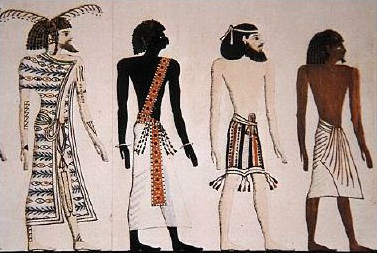
أربعة أجناس: سوريين ونوبيين وليبين ومصريين، على حائط إحدى حجرات المقبرة.

## المطبوعات
- Reeves, N. & Wilkinson, R. H. The Complete Valley of the Kings, 1996, Thames and Hudson, London.
- Siliotti, A., Guide to the Valley of the Kings and to the Theban Necropolises and Temples 1996, A.A. Gaddis, Cairo.
- Belzoni, Giovanni, Narratives of the operations and recent discoveries in Egypt and Nubia:... 1820

## وصلات خارجية
- مشروع تخطيط طيبة: مقبرة 17 - يضم وصفا وصورا وخرائط للمقبرة.
- اكتشاف مقبرة سيتي الأول على يد بلزوني